# ФК Диошђер ВТК
ФК Диошђер ВТК или скраћено ВТК (мађ. Diósgyőr-Vasgyári Testgyakorlók Köre) је фудбалски клуб из Мишколца, Мађарска. Утакмице играју на домаћем вишенаменском стадиону ДВТК. Капацитет стадиона је 17.000 гледалаца.

## Историја клуба
Прву незваничну утакмицу ВТК је одиграо 19. септембра 1909. године и то против ФК Егер ЕТЕ и крајњи резултат је био 8:0 за Егране.
Нешто више од два месеца после утакмице Вилмош Вангер, учитељ, је отишао у локалну жељезару и од управника затражио спонзорство за оснивање спортског друштва. Потврдом добијања спонзорства дошао је ред и на оснивачку скупштину која је одржана 6. фебруара 1910. године у радничким просторијама Жељезаре. Први председник клуба је постао Вилмош Вангер а први тренер Ђула Молнар. На оснивачкој скупштини донета је одлука да се клуб назове Клуб за Телесно вежбање Железара Диошђер (Diósgyőr-Vasgyári Testgyakorlók Köre) (DVTK) .
Прву пријатељску утакмицу после оснивања, ДВТК је одиграо 1. маја 1910. године против СД Мишколц. Први голман фудбалског тима је био Карољ Реваи, а најбољи играчи Арпад Поштајнер, Шандор Ференц, Ханзли Зелтнер и тројица браће Бова. У то време друштво је већ окупило око седамдесетак чланова.
Током 1912. године тим је већ играо и првенствене утакмице а 6. маја 1912. утакмица са ФК Мишколцем је забележена у историји клуба, остварена је прва историјска победа од 11:0.
У току 1916. и 1918. године клуб је освајао титуле првака северне Мађарске регије. Своју први прволигашку утакмицу ДВТК је одиграо у сезони 1940/41 под именом Диошђер МАВАГ и освојио је шесто место у конкуренцији од четрнаест клубова.

## Имена клуба
Током историје клуба име се мењало у зависности од политичких и економских услова, све док се није 1992. године одлучило да основа имена клуба буде ФК Диошђер (Diósgyőri FC).
- Диошђер ВТК, (Diósgyőri VTK) 1910-1938
- СК Диошђер МАВАГ, Diósgyőri MÁVAG SC 1938-1945
- Диошђер ВТК, Diósgyőri VTK 1945-1951
- Диошђер Вашаш, Diósgyőri Vasas 1951-1956
- Диошђер ВТК Мишколц, Diósgyőri VTK Miskolc 1956-1992
- ФК Диошђер, Diósgyőr FC 1992-2001
- Диошђер ВТК, Diósgyőri VTK 2001-2004
- ФК Диошђер Балатон, Diósgyőri Balaton FC (спајањам са ФК Балатон, касније Diósgyőri VTK-BFC) 2004-2005
- Диошђер ВТК, Diósgyőri VTK 2005-2007
- Диошђер ВТК-Боршод,Diósgyőri VTK-BORSODI[5] 2007-2008
- Диошђер ВТК, Diósgyőri VTK 2008

## Клупска статистика

### Највише прволигашких утакмица
| Укупно утакмица | Име играча    |
| --------------- | ------------- |
| 375             | Јожеф Шаламон |
| 350             | Ференц Олах   |
| 291             | Јанош Гергељ  |
| 287             | Ђерђ Вереб    |
| 269             | Имре Хајаш    |
| 266             | Ласло Фекете  |
| 247             | Ђерђ Татар    |

| Укупно голова | Име играча     |
| ------------- | -------------- |
| 64            | А. Хорват      |
| 63            | Ференц Олах    |
| 56            | Михаљ Борошћан |
| 55            | Фазекаш        |
| 51            | Ђерђ Татар     |
| 46            | Јанош Физер    |

| Укупно голова | Име играча                 |
| ------------- | -------------------------- |
| 39            | Турбеки                    |
| 33            | Ласло Фекете, Ваш          |
| 31            | Ференц Шикора              |
| 28            | Јанош Гергељ               |
| 27            | Золтан Добо, Лајош Сургент |
| 26            | Шандор Фике                |

| Укупно голова | Име играча     |
| ------------- | -------------- |
| 64            | А. Хорват      |
| 63            | Ференц Олах    |
| 56            | Михаљ Борошћан |
| 55            | Фазекаш        |
| 51            | Ђерђ Татар     |
| 46            | Јанош Физер    |

| Укупно голова | Име играча                 |
| ------------- | -------------------------- |
| 39            | Турбеки                    |
| 33            | Ласло Фекете, Ваш          |
| 31            | Ференц Шикора              |
| 28            | Јанош Гергељ               |
| 27            | Золтан Добо, Лајош Сургент |
| 26            | Шандор Фике                |